# Hednotodes
Hednotodes är ett släkte av fjärilar. Hednotodes ingår i familjen mott.
Kladogram enligt Catalogue of Life:
| Hednotodes | \| \| Hednotodes callichroa \| \| \| \| \| \| Hednotodes metaxantha \| \| \| \| |
|            | \| \| Hednotodes callichroa \| \| \| \| \| \| Hednotodes metaxantha \| \| \| \| |
|            | Hednotodes callichroa                                                           |
|            |                                                                                 |
|            | Hednotodes metaxantha                                                           |
|            |                                                                                 |